# 춘천교육문화관
춘천교육문화관은 대한민국 강원특별자치도 춘천시 소재의 도서관이다.

## 연혁
- 1985.06.24 춘천중앙도서관 설립
- 1985.07.20 춘천시 공공도서관을 춘천중앙도서관 분관으로 변경
- 1985.10.15 춘천중앙도서관 청사 증.개축 공사준공
- 1986.02.24 춘천중앙도서관 개관
- 1994.06.29 춘천중앙도서관 효자 분관 이전
- 1995.03.11 춘천중앙도서관 효자 분관을 춘천중앙도서관 죽림 분관으로 개정 조례 공포
- 1998.12.01 강원평생교육교육문화관 개관
- 2000.07.13 강원지역 평생교육정보센터 지정
- 2001.06.16 춘천평생교육정보관으로 명칭 변경
- 2002.01.18 강원지역평생교육정보센터 2차 지정(02-06년:5년)
- 2007.01.25 강원지역평생교육정보센터 3차 지정(07-09년:3년)
- 2010.02.01 강원지역평생교육정보센터 4차 지정(10-11년:2년)
- 2012.01.01 강원지역평생교육정보센터 5차 지정(12-13년:2년)
- 2013.03.01 춘천교육문화관으로 명칭 변경

## 시설현황
- 지하: 소극장, 사료관 사무실, 사료관
- 1층: 이동교육도서관자료실, 어린이자료실, 전시장, 공연장
- 2층: 종합자료실, 문화교실, 특별활동실, 공연장
- 3층: 휴게실, 일반학습실, 학생학습실
- 4층: 컴퓨터교육실, 디지털자료실, 세미나실, 동아리실
- 5층: 관장실, 평생학습과, 문헌정보과, 행정지원과, 협의실

## 이용 안내
어린이자료실
- 평일: 09:00~18:00
- 토/일요일: 09:00~17:00

종합자료실
- 평일: 09:00~22:00
- 토/일요일: 09:00~17:00

디지털정보실
- 평일: 09:00~22:00
- 토/일요일: 09:00~17:00

열람실
- 하절기: 07:00~23:00
- 동절기: 08:00~23:00

휴관일
- 매주 월요일, 정부가 정한 공휴일(다만, 일요일은 개관하되 다른 공휴일과 일요일이 겹칠때는 휴관), 기타 관장이 임시로 정한날